# Frieden von Adrianopel (1713)
Bündnisverträge

Preobraschenskoje (1699) • Dresden (1699) • Narva (1704) • Dresden (1709) • Thorn (1709) • Kopenhagen (1709) • Hannover (1710) • Lutsk (1711) • Adrianopel (1713) • Schwedt (1713) • Stettin (1715) • Berlin (1715) • Greifswald (1715)
Friedensverträge

Traventhal (1700) • Warschau (1705) • Altranstädt (1706) • Pruth (1711) • Frederiksborg (1720) • Stockholm (1719) • Stockholm (1720) • Nystad (1721)  • Stockholm (1729)
Kapitulationen

Estland und Livland (1710)
Im Frieden von Adrianopel bestätigte am 16./27. Juni 1713 der Sultan des Osmanischen Reichs Ahmed III. den 1711 zwischen Großwesir Baltaji Mehmed Pascha und dem russischen Zaren Peter I. geschlossenen Frieden vom Pruth. 
Der schwedische König Karl XII., der sich seit 1709 im Osmanischen Reich aufhielt und 1710 wesentlich für die Kriegserklärung des Sultans an den Zaren verantwortlich war, hatte bereits 1711 versucht, die Annahme des russischen Friedensangebots durch den Großwesir zu verhindern. Auch der Sultan war gegen den vorzeitigen Friedensschluss. In Konstantinopel wurde der Bote, der die Friedensnachricht überbrachte, geköpft, der Großwesir der ihn unterschrieben hatte, abgesetzt. Dennoch wurde der Krieg nicht wiederaufgenommen. Der eigenwillige schwedische König wurde durch die Osmanen am 12. Februar 1713 gefangen genommen. Damit war ein wesentlicher Grund der osmanisch-russischen Spannungen weggefallen. Sultan Ahmed bestätigte am 16./27. Juni 1713 auf 25 Jahre den Frieden vom Pruth.